# Besao

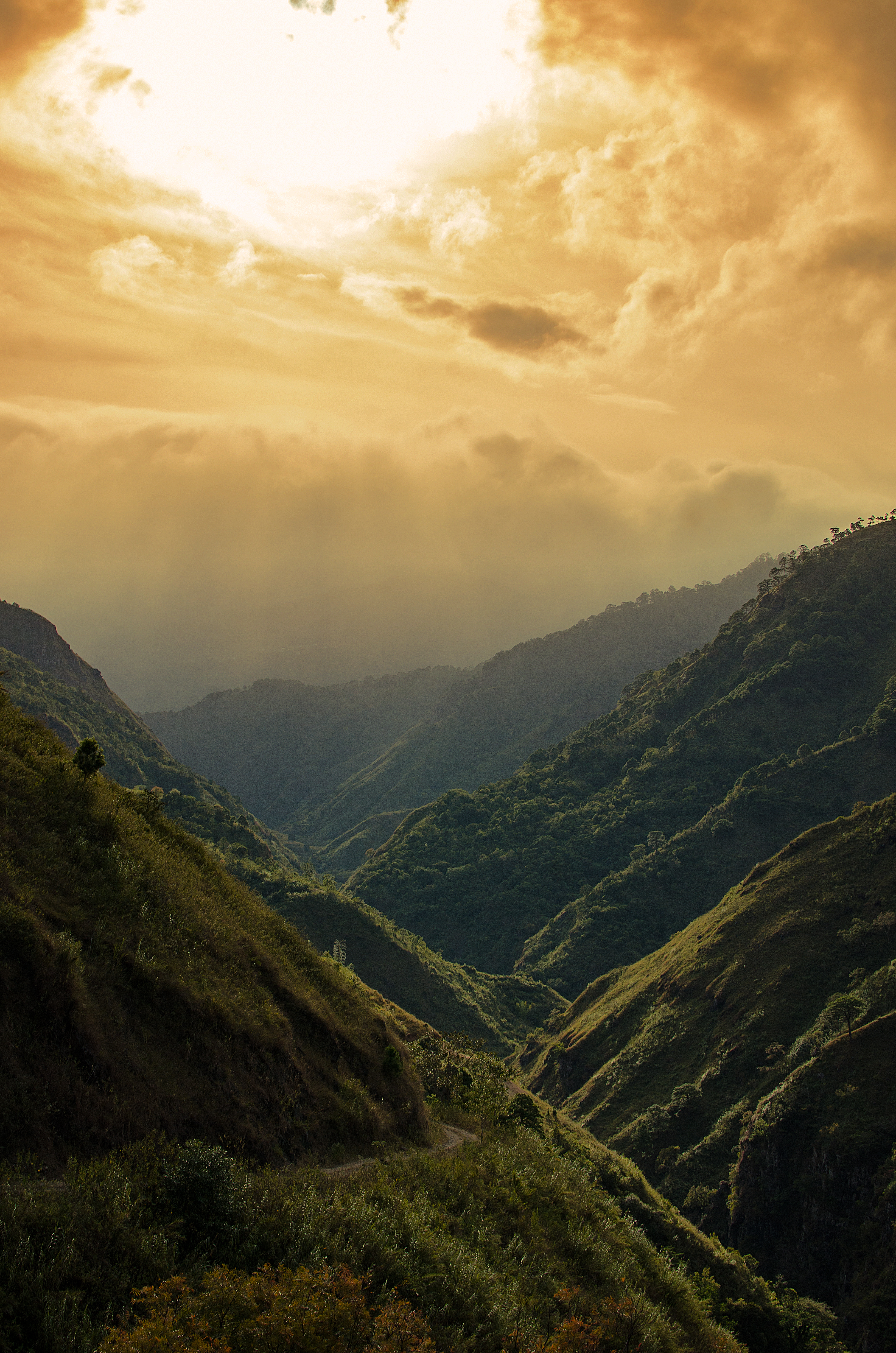
Fin de route à Besao. Décembre 2017.

Besao est une municipalité de 5e classe située dans la Mountain Province aux Philippines. Selon le recensement de 2010 elle est peuplée de 7 818 habitants. Le nom de cette ville viendrait de l'ilocano « Buso » qui signifie « coupeur de tête ».

## Barangays
Besao est divisée en 14 barangays.
- Agawa
- Ambagiw
- Banguitan
- Besao East
- Besao West
- Catengan
- Gueday
- Lacmaan
- Laylaya
- Padangaan
- Payeo
- Suquib
- Tamboan
- Kin-iway

## Démographie
| Année | Habitants | Évolution |
| ----- | --------- | --------- |
| 1995  | 9 147     | -         |
| 2000  | 9 875     | 7,96 %    |
| 2007  | 7 295     | -26,13 %  |
| 2010  | 7 818     | 7,17 %    |

## Personnalités liées à la ville
- Victoria Tauli-Corpuz, militante igorot